# Mora (commune)
Pour les articles homonymes, voir Mora.
La commune de Mora est une commune du comté de Dalarna en Suède. 20 006 personnes y vivent. Son siège se trouve à Mora.
La commune de Mora possède un club de hockey sur glace, le Mora IK, qui joue dans l'Elitserien depuis la saison 2004-05.
Un musée y abrite la collection du peintre et graveur suédois Anders Leonard Zorn (1860-1920) natif de la commune, connu pour ses scènes de nus et ses portraits de facture impressionniste.

## Localités principales
- Bergkarlås
- Bonäs
- Färnäs
- Gesunda
- Mora
- Nusnäs
- Östnor
- Selja
- Sollerön
- Våmhus
- Vattnäs
- Venjan

## Divers
L'arrivée de la course de ski de fond Vasaloppet a lieu dans la ville de Mora.